# رصيف خام

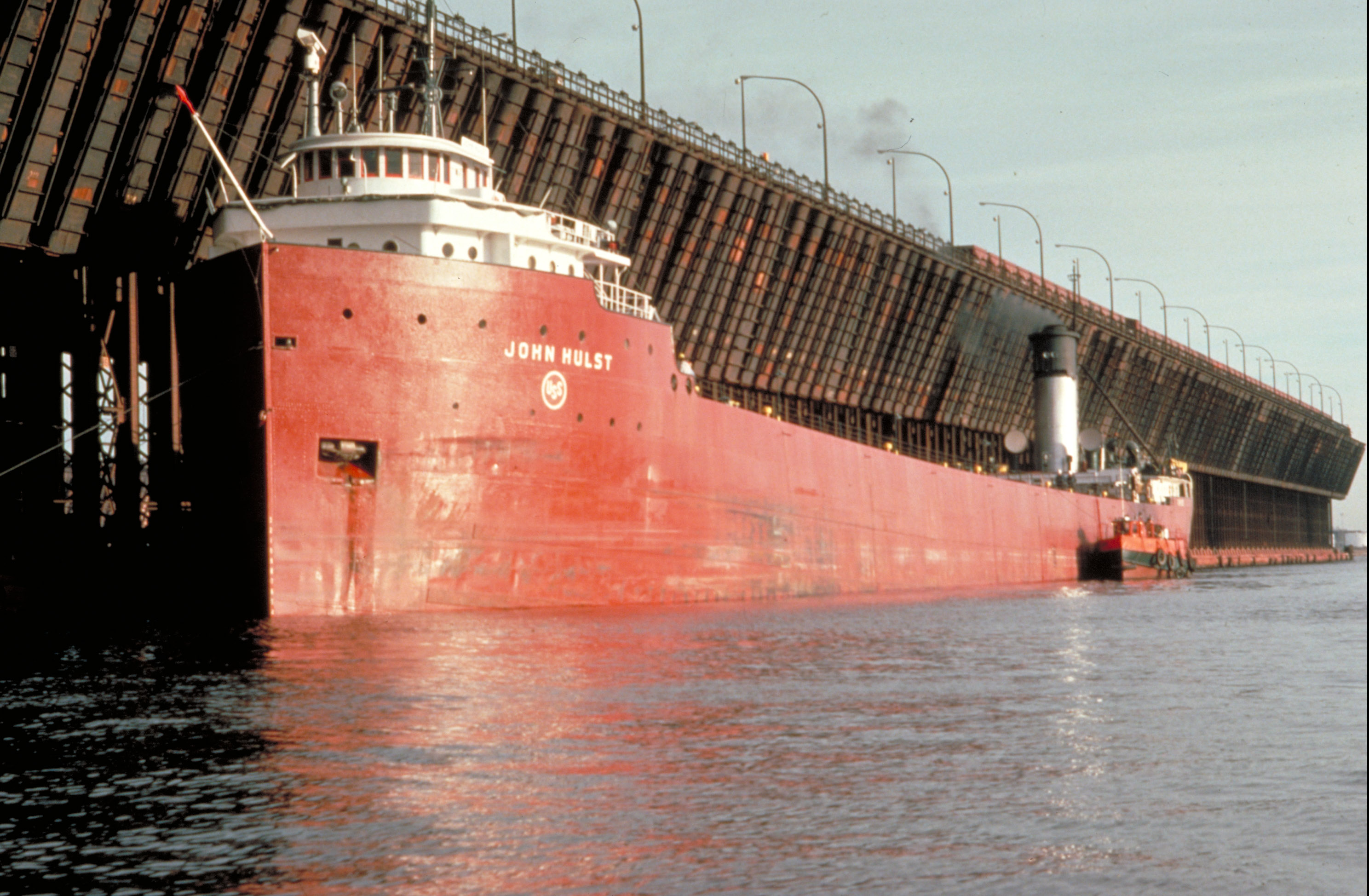
لاكر في قفص الاتهام في دولوث، مينيسوتا يظهر الحجم

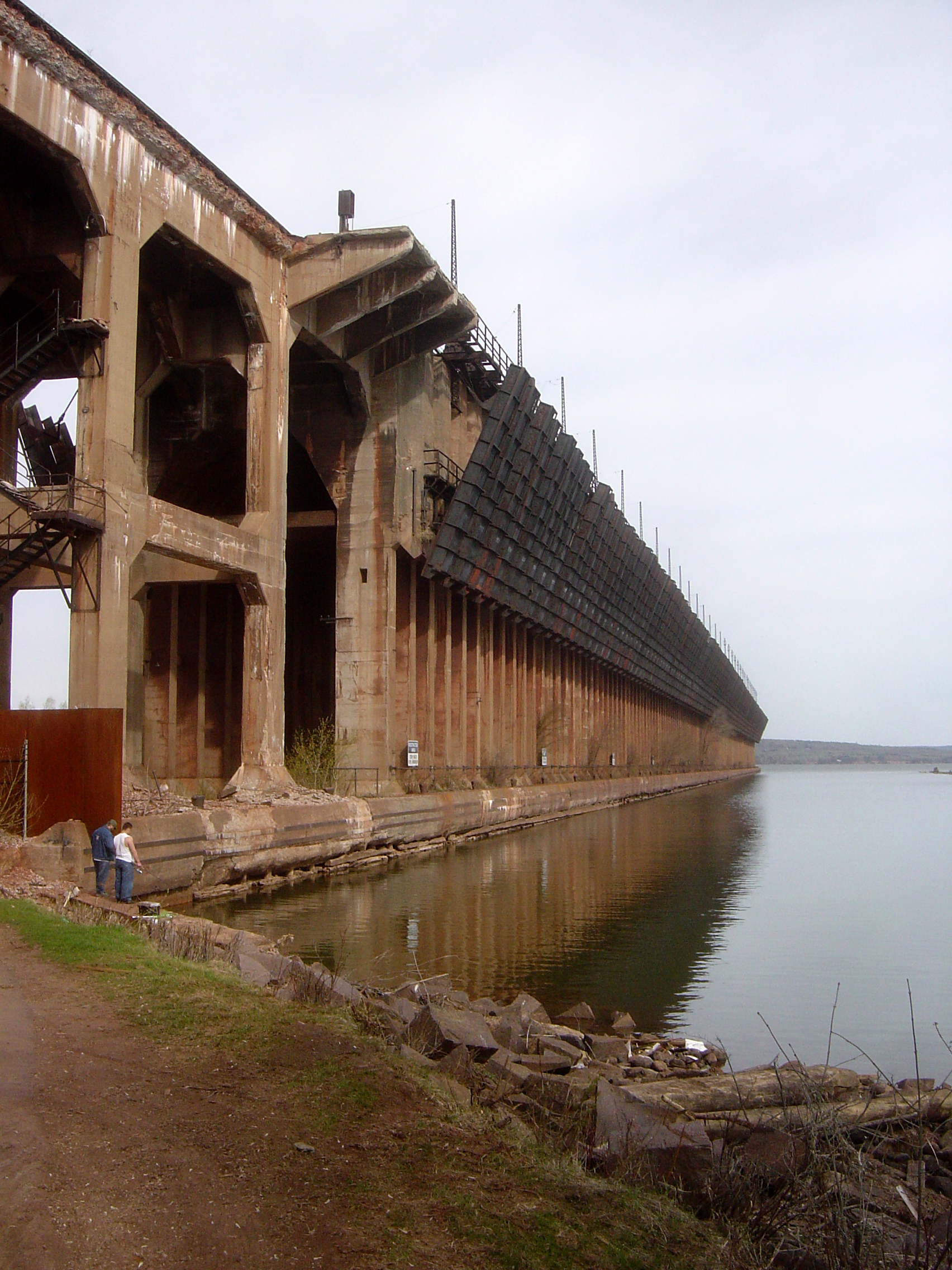
رصيف خام ويسكونسن المركزي في آشلاند بولاية ويسكونسن بطول 1800 قدم (550 مترًا)، ب. 1916

رصيف الخام عبارة عن هيكل كبير يستخدم لتحميل الخامات (عادة من عربات السكك الحديدية أو خام الحديد) على السفن، والتي تنقل الخام بعد ذلك إلى مصانع الصلب أو إلى نقاط إعادة الشحن. تم بناء معظم أحواض الخام المعروفة بالقرب من مناجم الحديد في أعالي البحيرات العظمى وخدمت البحيرات العظمى السفلى. لا تزال أرصفة الخامات قائمة عادة بعرض حوالي 60 قدمًا (18 مترًا) وارتفاع 80 قدمًا (24 مترًا)، ويتراوح طولها من 900 قدم (270 مترًا) إلى 2400 قدم (730 مترًا). عادة ما يتم بناؤها من الخشب أو الفولاذ أو الخرسانة المسلحة أو مزيج من هذه المواد.
يتم استخدامها بشكل شائع لتحميل ناقلات الخام السائبة ذات الكتلة العالية، والخامات منخفضة القيمة، مثل خام الحديد، في شكل خام أو تاكونيت.

## أعمال البناء
عادةً ما تكون أرصفة الخامات عبارة عن هياكل طويلة وعالية، مع وجود مسار أو مسارات للسكك الحديدية بطول الجزء العلوي وعدد من «الجيوب» التي يتم فيها تفريغ الخام من عربات السكك الحديدية، عادةً بواسطة الجاذبية. يحتوي كل جيب على مجرى يمكن إنزاله لتفريغ الخام إلى عنبر سفينة راسية بجانبه. يسمح استخدام الجيوب والمزالق بتحميل الرصيف نفسه بالخام قبل نقله إلى سفينة بضائع.
عادةً ما تكون صناديق أو جيوب تخزين الأرصفة أوسع في الجزء العلوي من الأسفل، وهي تؤدي إلى مزالق فولاذية متحركة. تخرج هذه المزالق فوق الماء بزاوية طفيفة من جوانب الأحواض. تقع المزالق المفصلية، التي يتم إنزالها لإسقاط الخام من الجيوب في السفن، على مسافات اثني عشر قدمًا على طول الرصيف.
هذا التباعد ليس من قبيل الصدفة، حيث أن الأرصفة والليكرات التي يمكنهم تحميلها تطورت معًا، وتباعد تباعد الفتحات هو 12 أو 24 قدمًا (7.3 م) في المركز.

## تاريخ
منذ أواخر القرن التاسع عشر، كانت أحواض الخام مشهدًا شائعًا في العديد من بحيرة سوبيريور في مينيسوتا، ويسكونسن وخاصة ميشيغان. تم اكتشاف رواسب خام الحديد الغنية لأول مرة في شبه الجزيرة العليا في أربعينيات القرن التاسع عشر ولا تزال مصدرًا مهمًا للثروة بالنسبة للدولة. بحلول تسعينيات القرن التاسع عشر، كانت ميشيغان أكبر مورد لخام الحديد في الولايات المتحدة. ستنقل السكك الحديدية الخام من المناجم إلى أرصفة الخام في البحيرات العظمى في أماكن مثل إسكانابا وماركيت، حيث سيتم تحميل البضائع على سفن شحن الخامات ونقلها إلى بقية البلاد.
تم اكتشاف خام الحديد لأول مرة في شبه جزيرة ميشيغان العليا في 19 سبتمبر 1844، من قبل ويليام أوستين بيرت، الذي تم توظيفه بعد ذلك لقيادة حزب يشارك في مسح شبه الجزيرة العليا نيابة عن حكومة الولايات المتحدة. تشير الاختلافات في قراءات البوصلات المغناطيسية المستخدمة إلى أن شيئًا ما كان يزعج الحقول المغناطيسية المحلية، وعند التحقيق في جزء من مجموعة ماركيت للحديد، تم العثور على خام بالقرب من السطح أسفل اللوح.

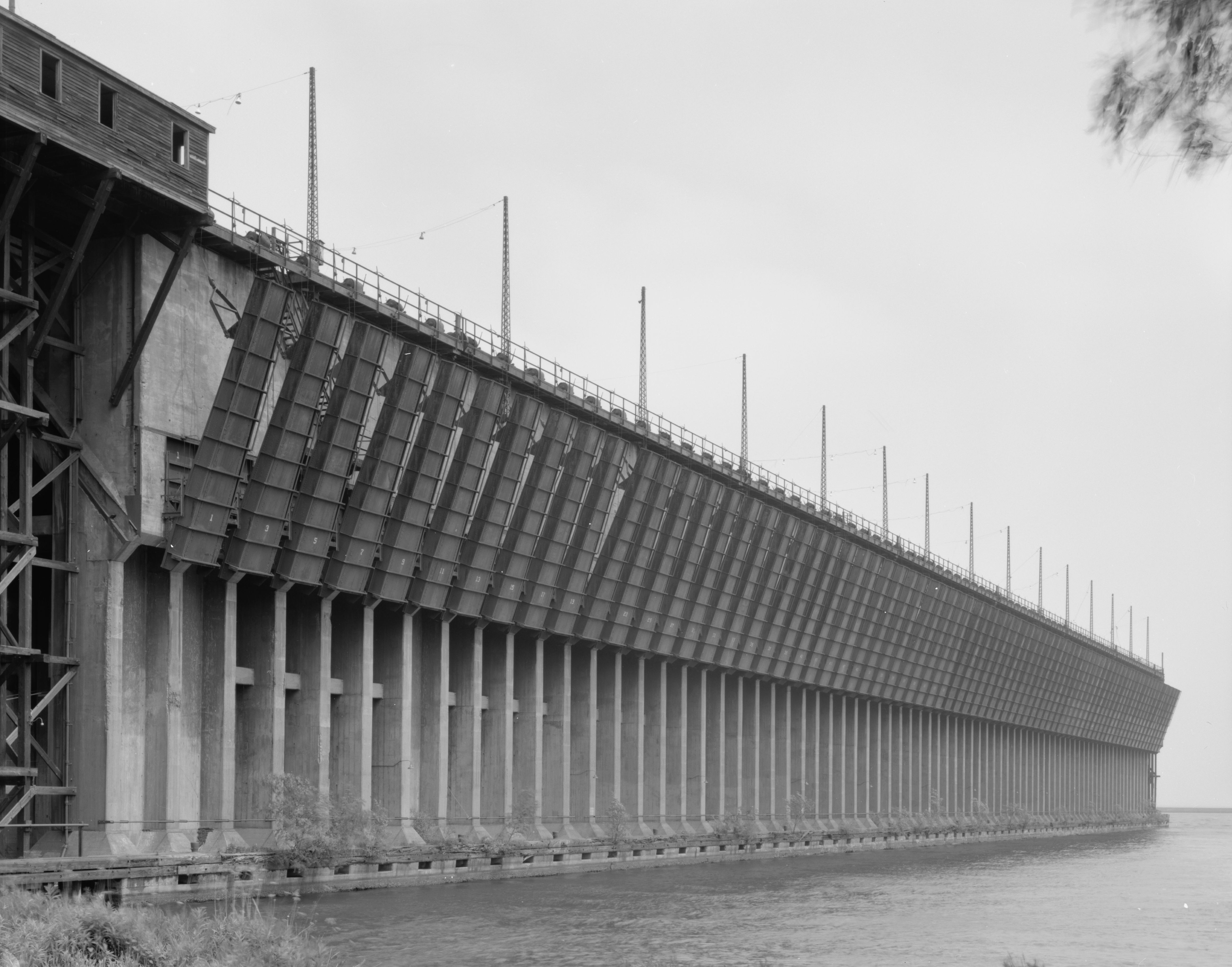
رصيف خام (مواليد 1931) في ماركيت بولاية ميشيغان

استمر تطوير هذا الاكتشاف خلال أربعينيات القرن التاسع عشر وأوائل خمسينيات القرن التاسع عشر. كان التركيز الأولي على إنتاج الحديد محليًا، حيث كان الشحن صعبًا. تطلبت محاولات الشحن المبكرة باستخدام فرق البغال والطرق الخشبية والبراميل التي تم تحميلها كبضائع على ظهر السفن الشراعية إعادة الشحن بعد نقل منحدرات نهر سانت ماري، وثبت أن التكاليف باهظة. ومع ذلك، مع استمرار المناجم في التطور وإنشاء السكك الحديدية، زاد حجم الخام، متجاوزًا القدرة الإنتاجية المحلية. في عام 1855، تم افتتاح أقفال سو، وزاد حجم الخام المشحون، بإجمالي 1447 طنًا تم شحنها على العديد من المراكب الشراعية. تم بناء أول رصيف مخصص لتجارة الخام في عام 1857 في ماركيت. كانت مسطحة وليس مرتفعة، وكان الرجال يستخدمون عربات اليد في تحميل السفن.
بحلول عام 1860، زاد حجم الخام المشحون عبر أقفال سو إلى 114401 طن؛ انخفض إلى 49909 طن في العام التالي بعد اندلاع الحرب الأهلية الأمريكية. ولكن بحلول عام 1862، تم بناء رصيف خشبي إضافي في ماركيت، وهذه المرة تتميز برافعة سكة حديدية مرتفعة لجيني خام لتصريف الخام في الجيوب.
في عام 1911، تم بناء رصيف آخر لتحميل خام الحديد: تم استبدال أعمال الإطار الخشبي بإطار من الخرسانة والفولاذ. يبلغ طول رصيف تحميل خام الحديد الجديد في ماركيت 1200 قدم؛ 75 قدمًا وعرض 60 قدمًا. كانت هناك أربعة مسارات للسكك الحديدية عبر الجزء العلوي وكان هناك مساحة تخزين داخل الجزء السفلي من الخرسانة لـ 60.000 طن من خام الحديد. تضم رصيف تحميل الخام الجديد نصفًا سفليًا خرسانيًا مع إطار فولاذي خفيف في الأعلى، لتحل محل الدعامات الخشبية المستخدمة سابقًا. في حين أن بناء هذا الهيكل كان أكثر تكلفة من أرصفة تحميل خام الحديد السابقة، ادعى البناؤون أن البناء الجديد سيستمر لفترة أطول بكثير من طريقة البناء القديمة. بدأت السفن الشراعية في تقديم أغطية فتحات متباعدة بانتظام، مما أدى إلى تسريع التحميل لكن البواخر في ذلك الوقت لم تكن مهيأة بشكل جيد لنقل البضائع السائبة مثل خام الحديد. لم يكن لديهم فتحات من خلال طوابقهم. بدلًا من ذلك كان لديهم ممرات من خلال الجانبين. لذلك تم تحميل شحنات الخام عبر عربات اليد عبر الممرات. من خلال وجود سطح مستوٍ على جانب واحد ومراسي مباشرة تحت الجيوب، يمكن للمراكب الشراعية استقبال الخام مباشرة. ترسو البواخر على الجانب الآخر من الرصيف للطريقة اليدوية باستخدام عربات اليد. ومع ذلك، كان التفريغ مسألة شاقة تعمل باليد.
خلال هذه الفترة، تضاءلت تجارة خام الحديد بسبب تجارة الحبوب والأخشاب. على سبيل المثال، في عام 1866، تم استلام حوالي 1500000 طن من الحبوب في ميناء بوفالو، نيويورك، وحدها. تلقت شيكاغو حوالي 400000 طن من الخشب. بلغت كمية خام الحديد التي تم تسليمها إلى جميع موانئ بحيرة إيري 278.976 طنًا فقط. حتى عام 1876، كان ماركيت هو الميناء الوحيد على بحيرة سوبيريور الذي يشحن خام الحديد إلى الشرق.
بعد الحرب الأهلية، كان التقدم سريعًا. كان رصيف شركة كليفلاند لتعدين الحديد على ارتفاع 30 قدمًا (9.1 م) فوق مستوى البحيرة وتم بناؤه في الأصل مع 29 جيبًا للمركب الشراعي و 6 جيوب للقوارب البخارية. بحلول عام 1872، تم تمديده إلى 350 قدمًا (110 م) إضافية، مما يوفر 54 جيوبًا إضافية. خلال موسم 1873، بلغ إجمالي حمولة خام الحديد المشحونة من ميناء ماركيت 1.175.000 طن.
مع بدء تطوير نطاقات خام إضافية (جوجبيك ومينوميني الشرقي ومينومين الغربي)، وتطورت الولايات المتحدة بسرعة أكبر كقوة صناعية، كما قامت موانئ أخرى ببناء أرصفة خام، بشكل أساسي على بحيرة سوبيريور. على سبيل المثال، كان في آشلاند، ويسكونسن، الميناء الطبيعي لسلسلة جبال جوجبيك، ثلاثة أرصفة بحلول عام 1916، أولها بناه ميلووكي، ليك شور والسكك الحديدية الغربية في 1884-1885. كان طوله 1400 قدم (430 مترًا)، مع 234 جيوبًا، وأربعة مسارات على الرصيف، ويمكن أن يحتوي على 25000 طن من الخام.
كان الميناء الطبيعي لسلسلة مينومين الغربي هو إسكانابا بولاية ميشيغان؛ تم بناء الأرصفة الأولى هناك في عام 1865.

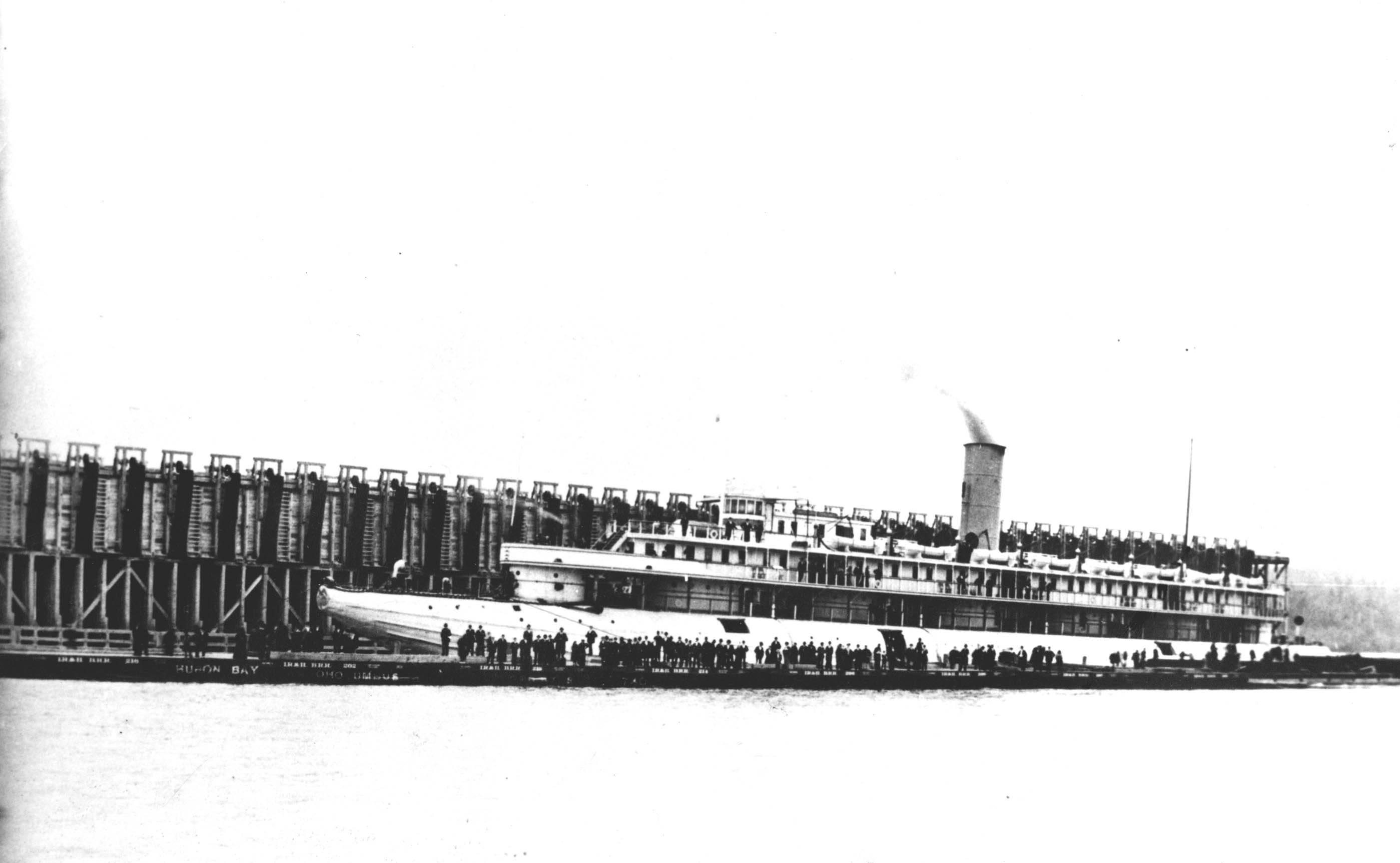
رصيف خام، ميشيغان. الباخرة كريستوفر كولومبوس (362 قدمًا) في المقدمة. كاليفورنيا. 1893

بحلول عام 1884، لعبت القاطرات دورًا حيويًا في نقل الخام من المناجم إلى الأرصفة. تم ملء الجيوب والمزالق باستخدام عربات خام من نوع القادوس. في عام 1889، قامت دولوث وساوث شور والسكك الحديدية الأطلسية بتشغيل رصيف به 284 جيبًا. كما وفرت خطوط السكك الحديدية وسائل نقل بديلة للأشخاص والبضائع وفي النهاية خام الحديد.
يتوافق طول وسعة الأرصفة مع قدرة سفن الشحن الخام التي تم تصميمها لاستيعابها. مع زيادة ارتفاع وعرض ناقلات الخام، كانت هناك حاجة إلى فتحات جيوب أعلى وكان لابد من بناء أرصفة جديدة وإعادة بناء الأقدم. في عام 1867، كانت السفن تحمل شحنات خام تبلغ 550 طنًا. كانت أول شاحنات شحن خام الصلب التي تم طرحها في ثمانينيات القرن التاسع عشر تبلغ طاقتها 2500 طن. بحلول عام 1898، كانت السفن تحمل 6400 طن وبحلول عام 1938، 15000 طن.
نما الطلب على خام الحديد، وكان من الضروري إرسال السفن بشكل أسرع، وزاد عدد القاطرات الأكبر حجمًا وعدد القاطرات الأكثر قوة لنقل الخام من المناجم إلى الأرصفة مع تحسن التكنولوجيا. تسببت هذه التطورات في أن يصبح رصيف دولوث الخشبي القديم وساوث شور والسكك الحديدية الأطلسية الذي بني في عام 1898 قديمًا. تم إنشاء رصيف جديد من قبل شركة بحيرة سوبيريور وشركة سكة حديد من الخرسانة المسلحة والصلب في عامي 1911 و1912 في أبر هاربوربالقرب من بريسكي أيل بارك. يبلغ ارتفاع هذا الرصيف 75 قدمًا (23 مترًا) وطوله 1200 قدمًا (370 مترًا) ويحتوي على 200 جيب بسعة إجمالية تبلغ 50000 طن من كريات الخام. بحلول عام 1929، مرت أكثر من مرة ونصف الحمولة السنوية المجمعة لقناتي بنما والسويس عبر أقفال سو. لا يزال الرصيف قيد الاستخدام اليوم.
- كاي إي باركر في رصيف خام في  ماركيت ، ميشيغان في عام 2017

## روابط خارجية
- The Ore Docks of Marquette